# Lago Seul
El lago Seul (del inglés: 'Lac Seul') es un gran  lago en forma de media luna localizado en el noroeste de la provincia de Ontario, en Canadá. Tiene aproximadamente 241 km de largo y una profundidad máxima (regulada) de 47,2 m, con la superficie a 357 m sobre el nivel del mar. Es el segundo cuerpo de agua más grande situado por completo dentro de la provincia de Ontario. El lago está formado por bahías de aguas abiertas, canales estrechos e islas. Es un lago relativamente poco profundo, con muchos bancos de rocas. Esto proporciona un buen hábitat para diversas especies de peces, como el walleye y el  lucio (Esox lucius), así como el sábalo, la perca y el muskie (Esox masquinongy). El lago Seul se caracteriza por ofrecer algunos de los mejores lugares de pesca de Ontario.
El lago Seul está situado en el antiguo lago glacial curvado de lago Agassiz. Debido a este lago anterior, gran parte del fondo del lago Seul está cubierta con gruesos depósitos de limos y arcillas lacustres de espesor variable, que dan al agua un color similar al del té. En aguas claras, el walleye solo se alimenta al atardecer y el amanecer, debido a sus ojos sensibles a la luz, pero las aguas coloreadas del lago Seul ofrecen excelentes oportunidades para la pesca tanto del walleye como del lucio durante todo el día y en este lago se consiguen algunos de los mejores trofeos de estas especies. El lago también proporciona acceso al vasto, y prácticamente virgen, territorio que lo rodea.
La capacidad natural del lago Seul se ve aumentada por el desvío de agua desde el lago St. Joseph (perteneciente a la cuenca del río Albany), permitiendo que las centrales hidroeléctricas de Ear Falls , donde el río English abandona el lago, y  Manitou Falls, a unos 30 km aguas abajo, generen 90.600 kW de electricidad.

## Comunidades cercanas
- Ear Falls, Ontario
- Goldpines, Ontario
- Lac Seul First Nation - Reserva India (Lac Seul 28 Indian Reserve)
- Lac Seul Post, Ontario
- Sioux Lookout, Ontario
- Wabauskang First Nation - Reserva India (Wabauskang 21 Indian Reserve)